# Агентства Європейського Союзу
Аге́нтства Європе́йського Сою́зу (англ. European Union agencies) — установи Європейського Союзу, які керуються європейським публічним правом; відрізняються від інституцій Спільноти (Рада Європейського Союзу, Європейський Парламент, Європейська Комісія тощо) і мають власний юридичний статус.
Агентства створюються відповідно до актів вторинного законодавства (див. Право Європейського Союзу) для виконання специфічних технічних, наукових або адміністративних завдань. Перші агентства виникли у 1970-х роках, але більшість із них почали роботу в 1994 або 1995 роках після того, як Європейська Рада в Брюсселі (жовтень 1993 року) нарешті вирішила (внаслідок тривалих суперечок), в яких країнах розмістять штаб-квартири семи з них.
Нині сімнадцять організацій відповідають визначенню агентств Європейського Союзу, хоча називають їх по-різному: центр, бюро, фундація тощо. Залежно від повноважень і партнерів або клієнтів усі агентства за видом діяльності можна поділити на чотири групи:

## Агентства, що сприяють функціонуванню внутрішнього ринку
- Бюро гармонізації внутрішнього ринку — Office for Harmonisation in the Internal Market, OHIM (Аліканте, Іспанія);
- Бюро Спільноти з прав на різновиди рослин — Community Plant Variety Office, CPVO (Анже, Франція);
- Європейське агентство з лікарських засобів — European Medicines Agency, EMEA (Лондон, Велика Британія);
- Європейське агентство з безпечності харчових продуктів — European Food Safety Authority, EFSA (Парма, Італія);
- Європейське агентство з морської безпеки — European Maritime Safety Agency, EMSA (Лісабон, Португалія);
- Європейське агентство з авіаційної безпеки — European Aviation Safety Agency, EASA (Кельн, Німеччина).
- Європейське агентство з мережевої та інформаційної безпеки — European Network and Information Security Agency, ENISA (Іракліон, острів Крит, Греція).
- Європейський центр з профілактики та контролю хвороб — European Centre for Disease Prevention and Control, ECDC (Стокгольм, Швеція)
- Європейське залізничне агентство — European Railway Agency (ERA) (Лілль, Франція)

## Моніторингові центри
- Європейське агентство з охорони довкілля — European Environment Agency, EEA (Копенгаген, Данія);
- Європейський моніторинговий центр з наркотиків та наркотичної залежності — European Monitoring Centre for Drugs and Drug Addiction, EMCDDA (Лісабон, Португалія);
- Європейський моніторинговий центр з расизму та ксенофобії — European Monitoring Centre on Racism and Xenophobia, EUMC (Відень, Австрія).
- Союзне агентство по контролю рибальства — Community Fisheries Control Agency (CFCA) (Брюссель, Бельгія)
- Союзне управління охорони рідкісних рослин — Community Plant Variety Office (CPVO) (Анже, Франція)
- Європейське хімічне агентство — European Chemicals Agency (ECHA) (Хельсінкі, Фінляндія)
- Агентство Європейського Союзу з фундаментальних прав людини — European Union Fundamental Rights Agency (FRA) (Відень, Австрія)
- Орган спостереження за Європейською супутниковою системою глобального позиціювання — The European GNSS Supervisory Authority (GSA) (Брюссель, Бельгія)

## Агентства, що підтримують соціальний діалог на європейському рівні
- Європейський центр розвитку професійної освіти — European Centre for the Development of Vocational Training, Cedefop (Салоніки, Греція);
- Європейська фундація з поліпшення умов життя та праці — European Foundation for the Improvement of Living and Working Conditions, EUROFOUND (Дублін, Ірландія);
- Європейське агентство з безпеки й охорони здоров'я на роботі — European Agency for Safety and Health at Work, EU-OSHA (Більбао, Іспанія)
- Європейський форум стратегії наукових інфраструктур — The European Strategy Forum on Research Infrastructures, ESFRI.

## Агентства, що реалізують у своїх галузях програми й завдання від імені Європейського Союзу
- Європейська освітня фундація — European Training Foundation, ETF (Турин, Італія);
- Центр перекладів для органів ЄС — Translation Centre for the Bodies of the European Union, CdT (Люксембург);
- Європейське агентство з відбудови — European Agency for Reconstruction, EAR (Салоніки, Греція).

## Агентства спільної зовнішньої політики та питань безпеки
- Європейське оборонне агентство — European Defence Agency (EDA) (Брюссель, Бельгія)
- Інститут Європейського Союзу досліджень безпеки — European Union Institute for Security Studies (ISS) (Париж, Франція)
- Супутниковий центр Європейського Союзу — European Union Satellite Centre (EUSC) (Мадрид, Іспанія)
- Європейське агентство координації оперативної співпраці по охороні зовнішніх кордонів країн Європейського Союзу (ФРОНТЕКС) — European Agency for the Management of Operational Cooperation at the External Borders of the Member States of the European Union (FRONTEX [Архівовано 23 серпня 2007 у Wayback Machine.]) (Варшава, Польща)

## Агентства співпраці органів правоохорони та юстиції
- Європейський поліцейський коледж — European Police College (CEPOL) (Гемпшир, Велика Британія)
- Європейське поліцейське управління (Європол) — European Police Office (EUROPOL)(Гаага, Нідерланди)
- Європейський підрозділ співпраці у галузі юстиції (Євроюст) — European Judicial Cooperation Unit (EUROJUST) (Гаага, Нідерланди)

## Виконавчі агентства
- Education, Audiovisual and Culture Executive Agency (EACEA) (Брюссель, Бельгія)
- European Research Council Executive Agency (ERC)
- Executive Agency for the Public Health Programme (PHEA) (Люксембург)
- Research Executive Agency (REA) (Брюсель, Бельгія)
- Trans-European Transport Network Executive Agency (TEN-TEA)